# Simeulue (ö)
Pulau Simeulue är en ö i Indonesien.   Den ligger i provinsen Aceh, i den västra delen av landet. Arean är 2 051 kvadratkilometer.
Terrängen på Pulau Simeulue är lite kuperad. Öns högsta punkt är 575 meter över havet. Den sträcker sig 66,9 kilometer i nord-sydlig riktning, och 89,7 kilometer i öst-västlig riktning.
Följande samhällen finns på Pulau Simeulue:
- Sinabang

På ön finns:
- Kullar:
  - Dolok Devajan
  - Dolok Lakobang
  - Dolok Pucuk Anau
  - Dolok Selingkambing
  - Dolok Sibaboh
  - Labauya
  - Leuleu Amabaan
  - Leuleu Ituvo
  - Leuleu Ivan Melaju
  - Leuleu Mitem
  - Leuleu Sangiran
  - Leuleu Sibusu
  - Sibigo

- Berg:
  - Dolok Ai Pinang
  - Dolok Amuren
  - Dolok Pagaja
  - Dolok Sibau
  - Kulungan
  - Sanulok
  - Sialu
  - Siwaulu